# Robert Rosenblum
Robert Rosenblum (n. 1927– d. 2006) a fost un istoric al artelor și curator american. A publicat, printre altele, Cubism and Twentieth Century Art (1960), Transformations in Late Eighteenth Century Art (1967) Modern Painting and the Northern Romantic Tradition: Friedrich to Rothko (1973), și Nineteenth Century Art (1984).